# Brutvogel

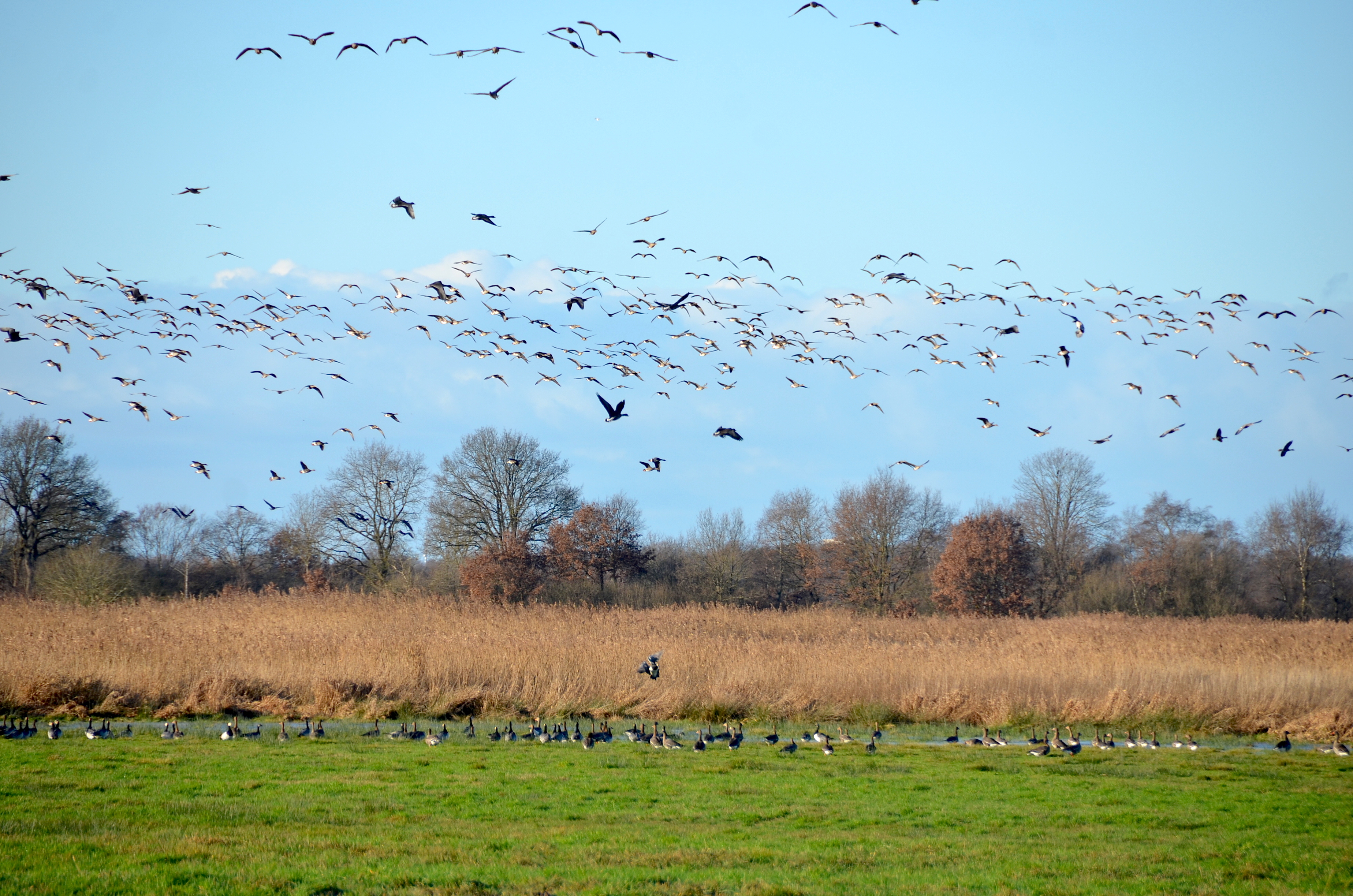
Brutvogelwelt Polder Bramel bei Schiffdorf (Cuxhaven)

Ein Brutvogel eines Gebiets ist eine Vogelart, die in diesem Gebiet brütet, im Gegensatz zu Gastvögeln (Wintergäste, Übersommerer) und Durchzüglern. Dazu zählen auch Brutparasiten wie der Kuckuck, bei denen sich das Brutgeschäft auf die Eiablage beschränkt. Man unterscheidet zwischen häufigen, regelmäßigen und gelegentlichen Brutvögeln; letztere werden auch als Vermehrungsgäste bezeichnet.
Bei der zahlenmäßigen Erhebung häufiger Brutvögel werden oft alle brutverdächtigen Vögel (Reviervögel) erfasst.
Es erscheinen regelmäßig Rote Listen der gefährdeten Brutvogelarten, wie die Rote Liste der Brutvögel Deutschlands.

## Situation in Deutschland
Zwischen 1992 und 2016 ist die Zahl der Brutvögel in Deutschland laut dem Bundesamt für Naturschutz (BfN) und dem Dachverband Deutscher Avifaunisten (DDA) um 14 Millionen (acht Prozent) gesunken. Laut der Auswertung tausender Datensätze ging vor allem die Zahl der Feldvögel zurück. Die Bestände von Rebhuhn und Kiebitz hätten seit dem Jahr 1992 um fast 90 Prozent abgenommen. Ähnlich ist die Entwicklung bei Uferschnepfe, Bekassine und Braunkehlchen, die als Lebensraum Feuchtwiesen und weniger intensiv genutzte Weiden benötigen. Die Auswertung zeigt deutliche regionale Unterschiede: Während im Nordosten Deutschlands viele Vogelarten erhalten geblieben sind, fehlt es im dicht besiedelten Westen Deutschlands und in zahlreichen Regionen Süddeutschlands zunehmend an Brachen, Ackerland und nicht asphaltierten Feldwegen. Besonders gefährdete Vogelarten wie die Grauammer sind deshalb in weiten Teilen West- und Süddeutschlands nicht mehr vorzufinden. Durch Artenschutzprogramm konnte die Bestände von Großtrappe und Wiesenweihe gesteigert werden.